# Stanisław Piniński
Stanisław Piniński (3. března 1854 Rokietnica – 12. ledna 1911 Lvov) byl rakouský šlechtic a politik polské národnosti z Haliče, na počátku 20. století poslanec Říšské rady.

## Biografie
Byl šlechtického původu. Působil jako sekční šéf.
Působil i jako poslanec Říšské rady (celostátního parlamentu Předlitavska), kam usedl ve volbách do Říšské rady roku 1901 za kurii velkostatkářskou v Haliči. Zasedal v poslaneckém Polském klubu.
Zemřel v lednu 1911 na zápal plic.
Společně s bratrem, rovněž politikem Leonem Pinińskim, vlastnili statek Hrymajliv (Grzymałów).